# Comes rerum privatarum
Гроф приватне благајне (лат. Comes rerum privatarum) била је титула високих чиновника централне администрације позног Римског царства у доба Домината (293-476). После пада Западног римског царства (476), функција се одржала у Византији још неко време. Његова функција била је слична функцији министра финансија.

## Позадина
Реформе цара Диоклецијана (293-305) и Константина Великог (324-337) имале су за циљ да ојачају централну власт и ослабе власт намесника у провинцијама, чије су побуне и узурпације обележиле цео 3. век и довеле до кризе Римског царства. То је постигнуто одвајањем војне и цивилне власти у провинцијама, дијецезама и префектурама, и формирањем централне државне администрације.

## Функција
Изграђивањем централне државне управе у доба цара Константина Великог (324-337), на врху централне администрације Царства били су канцелар и министар правосуђа. На челу финансијске управе (министарства финансија) стајали су шефови државне благајне (fiscus) и приватне царске благајне (res privatae), који се од Константиновог времена зову гроф државне благајне (лат. comes sacrarum largitionum) и гроф приватне благајне (лат. comes rerum privatarum). Њихова улога била је донекле ограничена тиме што се у провинцијама основна дажбина - анона (лат. annona), плаћала непосредно префектури преторија.